# パーヴェル1世 (ロシア皇帝)
パーヴェル1世（ロシア語: Павел I, ラテン文字転写: Pavel I（パーヴィェル・ピェールヴィイ）、パーヴェル・ペトロヴィチ・ロマノフ、ロシア語: Павел Петрович Романов, ラテン文字転写: Pavel Petrovich Romanov（パーヴィェル・ピトローヴィチュ・ラマーナフ））、1754年10月1日（ユリウス暦9月20日） - 1801年3月23日（ユリウス暦3月11日））は、ロマノフ朝第9代ロシア皇帝（在位：1796年11月17日 - 1801年3月23日）。シュレースヴィヒ＝ホルシュタイン公・オルデンブルク伯としてはパウル（ドイツ語: Paul）。
母エカチェリーナ2世の崩御を受けてロシア皇帝に即位する。母帝との確執からエカチェリーナの政治を全否定する政治路線を採り、次第に廷臣の離反を生み、ついには1801年3月23日クーデターによって暗殺された。
現在に至るまで暴君、暗君の悪名が絶えない皇帝だが、暗殺により非業の死を遂げた結果、彼の治世や彼個人への悪評はもっぱら彼の反対派により綴られたものであることに注意が必要である。

## 生涯

### 生い立ち

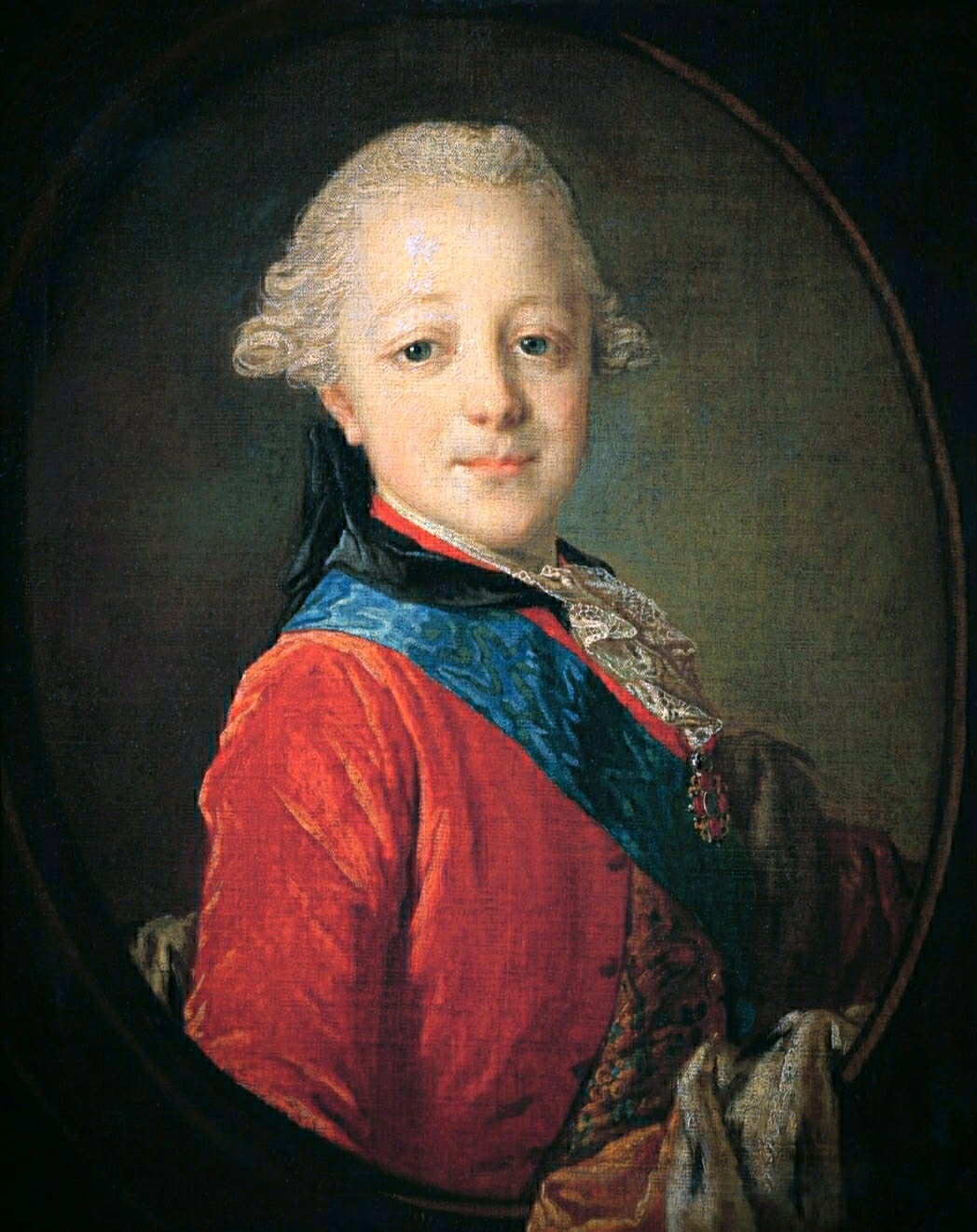
パーヴェル・ペトロヴィチ大公

1754年10月1日（グレゴリオ暦）にサンクトペテルブルクのエリザヴェータ・ペトロヴナ夏宮殿で、ロシア皇太子ピョートル・フョードロヴィチ大公（後の皇帝ピョートル3世）と皇太子妃エカテリーナ・アレクセーエヴナ（後の女帝エカチェリーナ2世）の第1皇子として誕生する。
パーヴェルの出生に当たっては、ピョートル・エカチェリーナ夫妻の子ではなく、エカチェリーナとその愛人セルゲイ・サルトゥイコフ伯爵の間の子であるという説があり、エカチェリーナ自身が回想録でそのことを強くほのめかしている。エカチェリーナはピョートルが不能であり、子供を作ることはできなかったと主張しているが、現存するピョートルのエカチェリーナ宛の手紙の内容はこれを否定するものであり、
ニコライ1世(パーヴェル1世の息子)のY染色体ハプログループ(男系で遺伝する)はロシアで殆んど見られないものである。
ブリタニカ百科事典第11版では風説（とエカチェリーナ2世の吹聴）以上の証拠はないとしている。
もっとも、セルゲイ・サルトゥイコフ伯爵はフィラレートの姉妹のアナスタシア(ロマノフ朝初代ツァーリのミハイル・ロマノフの叔母)の子孫であるため、仮にパーヴェルの父が彼であったとしてもパーヴェルはロマノフ家の血を引いていることになる。

### 皇太子時代

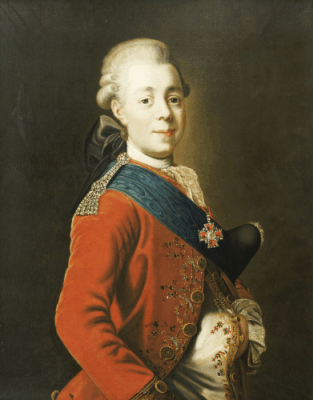
パーヴェル・ペトロヴィチ大公

幼児期に母親から引き離されてエリザヴェータ女帝の下で養育され、1760年には教育係（東宮傅育官）としてニキータ・パーニン伯爵が任命された。エリザヴェータは後継者であるパーヴェルを溺愛したが、無分別で無思慮な少年に育ってしまったとされる。その一方で、少年時代のパーヴェルについては知的で容貌が美しいとも報告されている。1771年にチフスにかかり、容貌が変化したため、粗暴で猜疑心の強い性格を形成したといわれる。家庭教師のポローシンは、パーヴェルが常にせっかちで話に熟慮が見られないと述べている。なお、チフス罹患を契機にパーヴェルに生殖能力があるのかを確認しようとする母のエカチェリーナ2世の勧めでソフィア・ステパノヴナ・チャルトリスカヤ公爵夫人を愛妾とし、1772年には男児・セミョーン（1772年 – 1794年）が誕生している。
エカチェリーナ2世は、産後すぐに手元から引き離されたパーヴェルに対して、世間一般のような愛情を感じることはなかった。ロシア駐在イギリス大使のバッキンガムシャー伯爵が1764年に報告したところではエカチェリーナ2世がパーヴェルを憎み、1762年の宮廷クーデターの後にもう一度宮廷クーデターを起こすことの危険性がなければ、パーヴェルを殺害しただろうという。一方で彼女はパーニンという有能な教育係や家庭教師などをパーヴェルにつけている。ホルシュタイン公を兼ねていたが、1773年にデンマークに割譲した。同年、エカチェリーナ2世の計らいでヘッセン＝ダルムシュタット方伯ルートヴィヒ9世の娘ヴィルヘルミーナ（ナターリア・アレクセーエヴナと改名）を皇太子妃として迎えた。ナターリアが1776年に産褥で死去した後、パーヴェルはヴュルテンベルク公国からゾフィア・ドロテア（マリア・フョードロヴナと改名）を迎え、再婚した。夫妻の間には10人の皇子女が生まれた。
パーヴェルは、自分が母に暗殺されると疑心暗鬼に陥っていた。自分の皿に割れたガラスが混ざっていると訴えたこともあった。一方でパーヴェルは奪権を目指し、陰謀をめぐらし始めた。エカチェリーナ2世は、パーヴェルの師父であるパーニン伯を引退させるとともに、各参事会への出席を取りやめさせるなど、政治の場から距離を置くようにした。プガチョフの乱は、パーヴェルの立場を微妙なものとした。
エカチェリーナ2世は懐柔策の意味もあって、1777年のアレクサンドル（後のアレクサンドル1世）誕生を記念し、サンクトペテルブルク近郊のパヴロフスクに領地を与えた。さらに1781年から1782年にかけてパーヴェル夫妻に対して、西ヨーロッパ旅行を勅許した。1783年、エカチェリーナ2世はパーヴェルにガッチナを与え、パーヴェルは自らの宮廷を持った。
父ピョートル3世同様にプロイセン風に儀装させた軍隊を閲兵する遊びに熱中するが、それは母帝の最も忌み嫌うところであった。パーヴェルの短気で猜疑心の強い性格は変わらず、皇子女達に対しても恐ろしい暴君然として相対していた。
エカチェリーナ2世はパーヴェルに見切りをつけ、彼を廃嫡して孫のアレクサンドルを次代の皇帝たらしめんと望むようになった。実際に行動に移ることはなかったが、パーヴェルの殺害以外に方法はなく、エカチェリーナ2世がそれを選ばなかったためとされる。

### 治世

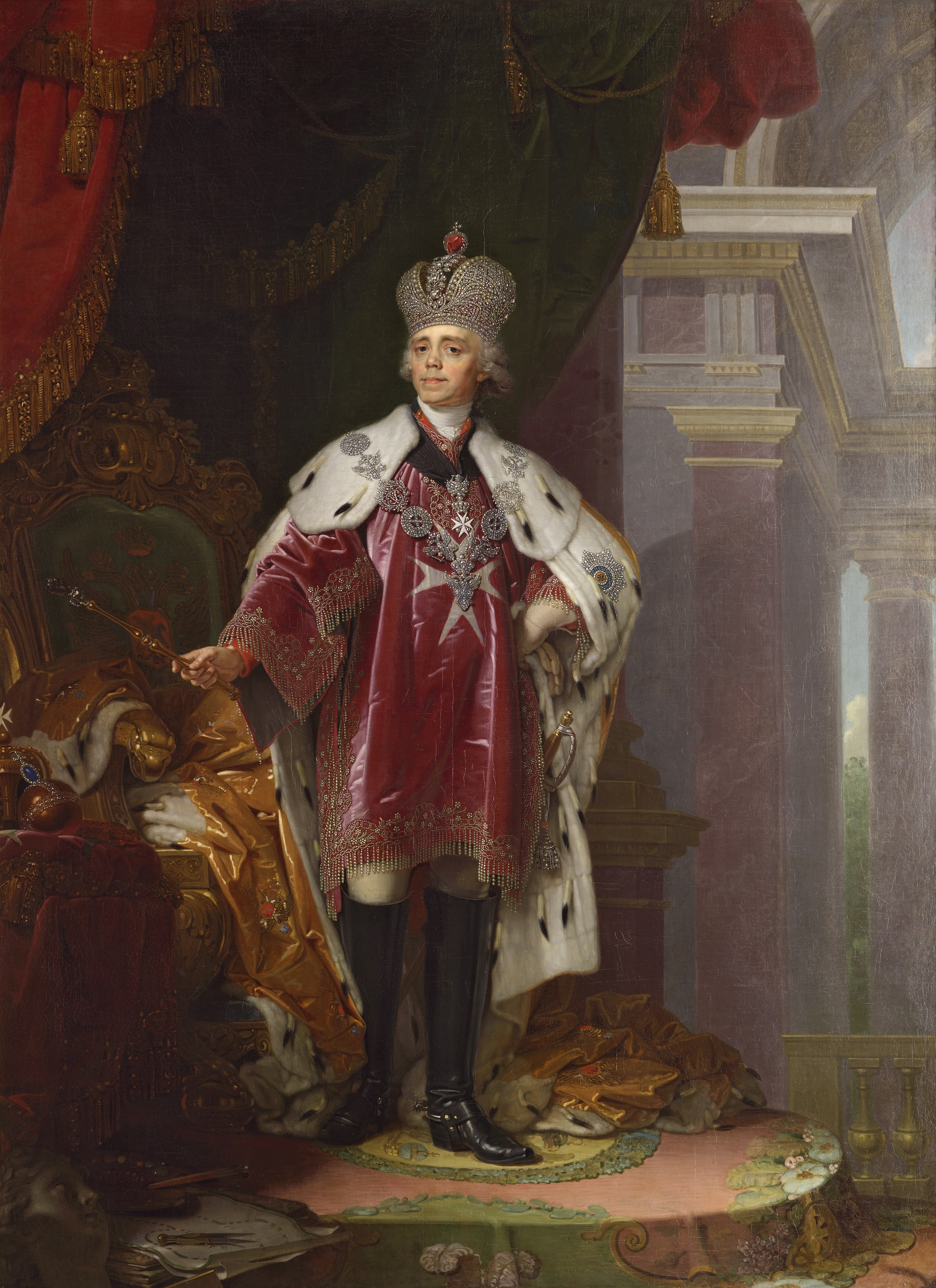
パーヴェル1世

1796年11月5日、エカチェリーナ2世は脳卒中の発作に襲われ、意識を失った。母帝危篤の報を受けたパーヴェルは、ガッチナから冬宮に向かった。このときにアレクサンドルに宛てて書かれた遺言書を焼却する機会自体があったという。11月6日、エカチェリーナ2世は意識の回復しないまま崩御し、パーヴェル1世が即位した。
皇帝に即位したパーヴェル1世に政治方針があったとすれば、エカチェリーナ2世の政治を全否定し、その反対を行おうとしただけである。母帝によってシベリアに流刑となっていたアレクサンドル・ラジーシチェフ、シュリッセリブルク監獄に投獄されていたニコライ・ノヴィコフらを釈放したほか、ポーランド独立派の志士タデウシュ・コシチュシュコにも金を与えてアメリカに亡命させている。母帝の葬儀に当たっては意趣返しのごとく、遺骸はピョートル3世の后妃として並んで葬られた。
パーヴェル1世が主導した外交では1798年に第二次対仏大同盟に参加してフランスと敵対した後、1801年に第二次武装中立同盟に参加してイギリスと敵対した。しかし、いずれも国益を考えての行動ではなく、前者はパーヴェルが団長を務めるマルタ騎士団がフランスに攻撃されたためで、後者はパーヴェルがナポレオン・ボナパルトに感銘を受けたためであった。
1797年4月5日、パーヴェル1世の戴冠式が行われたが、同日に帝位継承法を定めて男系男子による帝位継承のルールを確定し、女性が帝位に付くことを禁じた。

### 最期

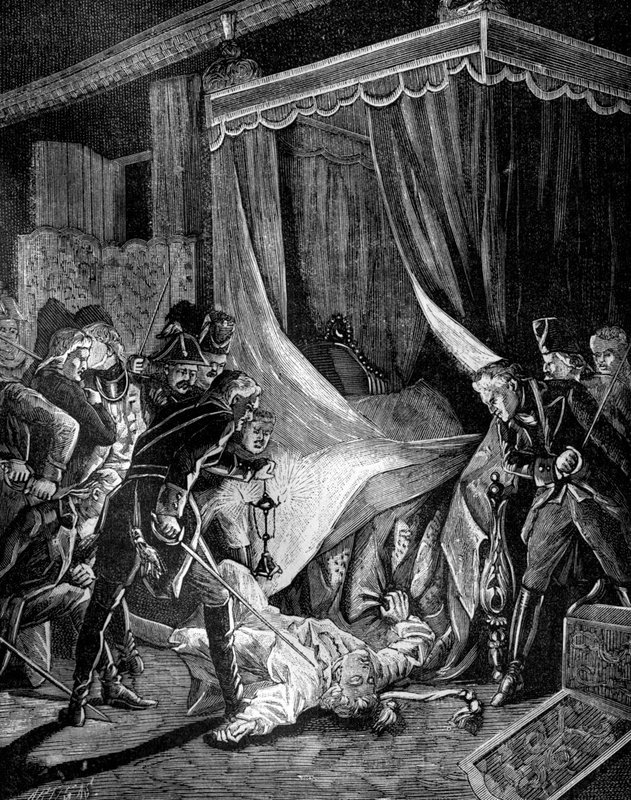
将校らに暗殺されるパーヴェル1世

1800年末、ペーター・ルートヴィヒ・フォン・デア・パーレン伯爵、ニキータ・ペトロヴィチ・パーニン伯爵、ホセ・デ・リバスがパーヴェル1世の暗殺を計画した。1800年12月にリバスが死去したことで実行が遅れたものの、1801年3月11日、レオンティイ・レオンティイエビッチ・ベニグセン率いる罷免された士官たちがミハイロフスキー城にあるパーヴェル1世の寝室に乱入して彼を暗殺した。
パーヴェル1世の暗殺時に城内にいた息子アレクサンドルがニコライ・アレクサンドロヴィチ・ズーボフによって（アレクサンドル1世としての）皇帝即位が宣言され、それを受け入れた。

## 子女
愛妾ソフィア・ステパノヴナ・チャルトリスカヤ公爵夫人との間の庶男子。
- セミョーン（1772年 – 1794年）- 後に難破に遭遇し、死亡、行方不明になったとされる。後に異母弟ニコライ1世の孫の1人で歴史家でもあるニコライ・ミハイロヴィチ（1859年 - 1919年）は、フョードル・クジミッチ伝説を考察し、クジミッチがセミョーンの異母弟にあたるアレクサンドル1世と同一人物である可能性（アレクサンドル1世が1825年には死なず、クジミッチとなって1864年まで生き延びた）は低いと結論する一方、セミョーンがクジミッチであると結論付けている。

1773年、ヘッセン＝ダルムシュタット方伯ルートヴィヒ9世の娘ヴィルヘルミーナ（ナターリア・アレクセーエヴナと改名）と結婚した。ナターリアが1776年に産褥で死去した後、パーヴェルはヴュルテンベルク公国からゾフィア・ドロテア（マリア・フョードロヴナと改名）を迎え、再婚した。夫妻の間には10人の皇子女が生まれた。
- アレクサンドル1世（1777年 - 1825年） - ロシア皇帝
- コンスタンチン（1779年 - 1831年） - ツェサレーヴィチだったが、貴賤結婚により継承権放棄
- アレクサンドラ（1783年 - 1801年） - オーストリア大公ヨーゼフ・アントン妃
- エレナ（1784年 - 1803年） - メクレンブルク＝シュヴェリーン公世子フリードリヒ・ルートヴィヒ妃
- マリア（1786年 - 1859年） - ザクセン＝ヴァイマル＝アイゼナハ大公カール・フリードリヒ妃
- エカチェリーナ（1788年 - 1819年） - オルデンブルク公子ゲオルク妃、のちにヴュルテンベルク王ヴィルヘルム1世妃
- オリガ（ロシア語版）（1792年 - 1795年） - 夭折
- アンナ（1795年 - 1865年） - オランダ王ウィレム2世妃
- ニコライ1世（1796年 - 1855年） - ロシア皇帝
- ミハイル（1798年 - 1849年）

## 登場する作品
- エカテリーナ（ロシアテレビ、2014年〜） - エゴール・シャラショフ（シーズン1）→パーヴェル・タバコフ（ロシア語版）（シーズン2）